# Fernandópolis (tiểu vùng)
Fernandópolis là một tiểu vùng thuộc bang São Paulo, Brasil. Tiều vùng này có diện tích 2755 km², dân số năm 2007 là 101236 người.